# کارچی‌کلا

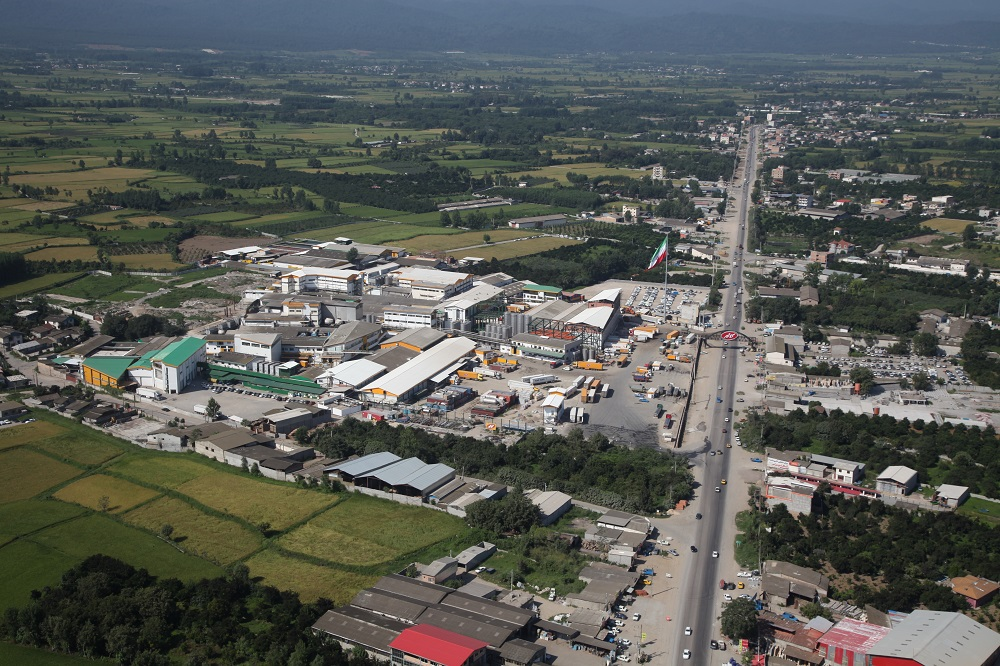
روستای کارچی کلا و شرکت لبنی کاله آمل از نمای بالا

کارچی‌کلا ، روستایی است از توابع بخش مرکزی شهرستان آمل در استان مازندران ایران.
آدرس: آمل بلوار شیخ فضل‌الله نوری بعد میدان فجر جنب شرکت کاله روستای کارچی کلا
کارچی کلا نام خویش را از نوعی خانه های چوبی بر بالای درختان (نفار) گرفته است. در این آبادی در گذشته پلی سنگی وجود داشت که امروزه خبری از آن نیست و مرتعی به همین نام باقی مانده است. (منبع: مجله تالش.شماره111.بهمن1396)

## جمعیت و امکانات
این روستا در دهستان پایین‌خیابان لیتکوه قرار داشته و براساس آخرین سرشماری مرکز آمار ایران که در سال ۱۳۹۵ صورت گرفته، جمعیت آن ۳۹۳ نفر (۱۲۴ خانوار شامل) بوده‌است.
امکانات:
1. پست بانک روستایی _کد شعبه 46646
2. سوپر مارکت
3. تاکسی تلفنی
4. جاده آسفالته
5. زمین ورزشی
6. ساختمان دهیاری و پایگاه بسیج
7. فروشگاه مبل
8. کابینت سازی
9. کاراگاه برق و صنعت

## دهیاری و شورای اسلامی
دهیار این روستا در حال حاضر آقای روح الله طالشی بوده و آقایان علیرضا و محمد حسین پور و روح الله اسکومقدم نیز به عنوان اعضای پنجمین دوره ی شورای اسلامی روستا  می باشند.
در 28 خرداد 1400 ششمین دوره انتخابات شورای اسلامی شهر و روستا برگزار گردیده؛ که آقایان جواد احمدی مقدم، روح الله اسکو مقدم و حسین قلی زاده به عنوان اعضای جدید شورای اسلامی روستای کارچی کلا انتخاب شدند.

## اماکن مذهبی

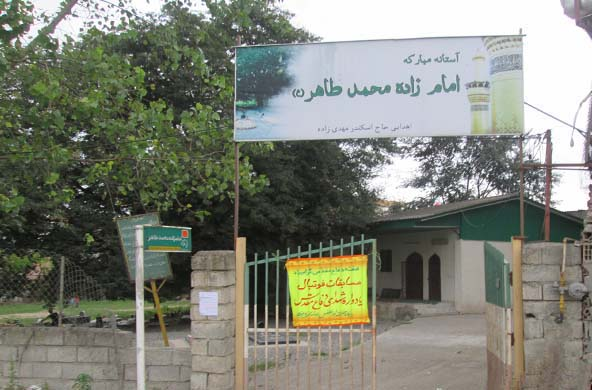
آستانه مبارکه امامزاده محمد طاهر (ع) روستای کارچی کلا

در این روستا آستانه مبارکه امام زاده محمد طاهر (علیهم السلام) قرار دارد و هر ساله بسیاری از زائرین از راه دور و نزدیک جهت زیارت و ادای نذر به این مکان مقدس می‌آیند.

## اماکن صنعتی
شرکت کاله به عنوان یکی از بزرگترین تولیدکننده گان محصولات لبنی در ایران و شرکتی شناخته شده در جهان در همسایگی روستای کارچی کلا قرار دارد و از این لحاظ موجب اشتغال زایی برای جوانان این روستا گردیده‌است.

## اجرای طرح هادی روستا
در سال 1397 طرح هادی این روستا به همت دهیاری و شورای اسلامی و با مساعدت و همکاری نهادهای مربوطه و همچنین خودیاری اهالی شریف و محترم روستا در باب عقب نشینی معابر، آغاز شده و الحمدالله بخش جدول کشی آن تقریبا به طور کامل به اتمام رسیده و در پاییز سال 1398 نیز فاز اول آسفالت معابر با حضور مسولین ذی ربط از جمله نماینده و فرماندار محترم شهرستان آمل افتتاح گردیده است.
فاز دوم آن نیز در سال 1399 انجام گردیده است.